# WTA de Estrasburgo
O WTA de Estrasburgo – ou Internationaux de Strasbourg, atualmente – é um torneio de tênis profissional feminino, de nível WTA 500.
Realizado em Estrasburgo, no nordeste da França, estreou em 1987. Os jogos são disputados em quadras de saibro durante o mês de maio.

## Histórico
Conforme informações do site oficial do torneio:
O Internationaux de Strasbourg vem sendo realizado todos os anos desde 1987 no mês de maio, uma semana antes do "Internationaux de France" (Roland Garros). Originalmente, o torneio acontecia dentro da Ligue d'Alsace de Tennis, no distrito de Hautepierre [fr], mas desde as mudanças ocorridas em 2011, é organizado nas quadras do Tennis Club de Strasbourg.
Quando foi criado em 1987, o torneio levava o nome de "The Strasbourg Grand Prix", mas logo no ano seguinte, sob a administração da "Alsatian Tennis League" teve o nome mudado para o atual com a singela abreviação "IS".
Quatro ex-números um do mundo também inscreveram seus nomes na competição: Lindsay Davenport (1995-1996), Steffi Graf (1997), Jennifer Capriati (1999) e Maria Sharapova (2010). A primeira mulher francesa a vencer o torneio foi Aravane Rezaï em 2009. Em 2008, a liga da Alsácia anunciou que não iria mais organizar o torneio. Com isso, a Federação Francesa de Tênis tornou-se oficialmente proprietária do Internationaux de Strasbourg em 2008 e é responsável pela organização do torneio à partir da sua 23ª edição. 
Em 2009, depois de garantir que o torneio permaneceria em Estrasburgo, a Federação vendeu o evento a um empresário privado, Denis Naegelen, um ex-tenista da região e fundador da agência de marketing esportivo "Quarterback".
A partir de 2010, a primeira edição sob a nova direção, o torneio se desenvolve e tende a se tornar permanente. O Internationaux de Strasbourg é considerado hoje o maior torneio de tênis feminino em quadra de saibro da França, logo atrás de Roland Garros. Maria Sharapova, superestrela do tênis feminino, ex-número 1 com mais de 36 títulos, foi convidada para essa 24ª edição do Internationaux de Strasbourg que acabou vencendo.
Sendo realizado na semana anterior ao Aberto da França, este evento é um ótimo aquecimento para a quadra de saibro. A partir da edição de 2011, o torneio passou a usar as bolas oficiais de Roland Garros, tornando as condições de jogo muito similares às do Aberto da França.
Com o objetivo de modernizar o Internationaux de Strasbourg e fortalecer a imagem internacional do evento, o torneio mudou-se em 2011 para as quadras do Tennis Club de Strasbourg, aos pés do Parlamento Europeu.

## Finais

### Simples
| Ano  | Campeã                   | Vice-campeã           | Resultado        |
| ---- | ------------------------ | --------------------- | ---------------- |
| 2025 | Elena Rybakina           | Liudmila Samsonova    | 6–1, 26–7, 6–1   |
| 2024 | Madison Keys             | Danielle Collins      | 6–1, 6–2         |
| 2023 | Elina Svitolina          | Anna Blinkova         | 6–2, 6–3         |
| 2022 | Angelique Kerber         | Kaja Juvan            | 7–65, 06–7, 7–65 |
| 2021 | Barbora Krejčíková       | Sorana Cîrstea        | 6–3, 6–3         |
| 2020 | Elina Svitolina          | Elena Rybakina        | 6–4, 1–6, 6–2    |
| 2019 | Dayana Yastremska        | Caroline Garcia       | 6–4, 5–7, 7–63   |
| 2018 | Anastasia Pavlyuchenkova | Dominika Cibulková    | 56–7, 7–63, 7–66 |
| 2017 | Samantha Stosur          | Daria Gavrilova       | 5–7, 6–4, 6–3    |
| 2016 | Caroline Garcia          | Mirjana Lučić-Baroni  | 6–4, 6–1         |
| 2015 | Samantha Stosur          | Kristina Mladenovic   | 3–6, 6–2, 6–3    |
| 2014 | Mónica Puig              | Sílvia Soler Espinosa | 6–4, 6–3         |
| 2013 | Alizé Cornet             | Lucie Hradecká        | 7–64, 6–0        |
| 2012 | Francesca Schiavone      | Alizé Cornet          | 6–4, 6–4         |
| 2011 | Andrea Petkovic          | Marion Bartoli        | 6–4, 1–0, ab.    |
| 2010 | Maria Sharapova          | Kristina Barrois      | 7–5, 6–1         |
| 2009 | Aravane Rezaï            | Lucie Hradecká        | 7–62, 6–1        |
| 2008 | Anabel Medina Garrigues  | Katarina Srebotnik    | 4–6, 7–64, 6–0   |
| 2007 | Anabel Medina Garrigues  | Amélie Mauresmo       | 6–4, 4–6, 6–4    |
| 2006 | Nicole Vaidišová         | Peng Shuai            | 7–67, 6–3        |
| 2005 | Anabel Medina Garrigues  | Marta Domachowska     | 6–4, 6–3         |
| 2004 | Claudine Schaul          | Lindsay Davenport     | 2–6, 6–0, 6–3    |
| 2003 | Silvia Farina Elia       | Karolina Šprem        | 6–3, 4–6, 6–4    |
| 2002 | Silvia Farina Elia       | Jelena Dokić          | 6–4, 3–6, 6–3    |
| 2001 | Silvia Farina Elia       | Anke Huber            | 7–5, 0–6, 6–4    |
| 2000 | Silvija Talaja           | Rita Kuti-Kis         | 7–5, 4–6, 6–3    |
| 1999 | Jennifer Capriati        | Elena Likhovtseva     | 6–1, 6–3         |
| 1998 | Irina Spîrlea            | Julie Halard-Decugis  | 7–65, 6–3        |
| 1997 | Steffi Graf              | Mirjana Lučić         | 6–2, 7–5         |
| 1996 | Lindsay Davenport        | Barbara Paulus        | 6–3, 7–6         |
| 1995 | Lindsay Davenport        | Kimiko Date           | 3–6, 6–1, 6–2    |
| 1994 | Mary Joe Fernández       | Gabriela Sabatini     | 2–6, 6–4, 6–0    |
| 1993 | Naoko Sawamatsu          | Judith Wiesner        | 4–6, 6–1, 6–3    |
| 1992 | Judith Wiesner           | Naoko Sawamatsu       | 6–1, 6–3         |
| 1991 | Radka Zrubáková          | Rachel McQuillan      | 7–6, 7–6         |
| 1990 | Mercedes Paz             | Ann Grossman          | 6–2, 6–3         |
| 1989 | Jana Novotná             | Patricia Tarabini     | 6–1, 6–2         |
| 1988 | Sandra Cecchini          | Judith Wiesner        | 6–3, 6–0         |
| 1987 | Carling Bassett          | Sandra Cecchini       | 6–3, 6–4         |

### Duplas
| Ano  | Campeãs                                        | Vice-campeãs                                   | Resultado         |
| ---- | ---------------------------------------------- | ---------------------------------------------- | ----------------- |
| 2025 | Tímea Babos Luisa Stefani                      | Guo Hanyu Nicole Melichar-Martinez             | 6–3, 64–7, [10–7] |
| 2024 | Cristina Bucșa Monica Niculescu                | Asia Muhammad Aldila Sutjiadi                  | 3–6, 6–4, [10–6]  |
| 2023 | Xu Yifan Yang Zhaoxuan                         | Desirae Krawczyk Giuliana Olmos                | 6–3, 6–2          |
| 2022 | Nicole Melichar-Martinez Daria Saville         | Lucie Hradecká Sania Mirza                     | 5–7, 7–5, [10–6]  |
| 2021 | Alexa Guarachi Desirae Krawczyk                | Makoto Ninomiya Yang Zhaoxuan                  | 6–2, 6–3          |
| 2020 | Nicole Melichar Demi Schuurs                   | Hayley Carter Luisa Stefani                    | 6–4, 6–3          |
| 2019 | Daria Gavrilova Ellen Perez                    | Duan Yingying Han Xinyun                       | 6–4, 6–3          |
| 2018 | Mihaela Buzărnescu Raluca Olaru                | Nadiia Kichenok Anastasia Rodionova            | 7–5, 7–5          |
| 2017 | Ashleigh Barty Casey Dellacqua                 | Chan Hao-ching Chan Yung-jan                   | 6–4, 6–2          |
| 2016 | Anabel Medina Garrigues Arantxa Parra Santonja | María Irigoyen Liang Chen                      | 6–2, 6–0          |
| 2015 | Chuang Chia-jung Liang Chen                    | Nadiia Kichenok Zheng Saisai                   | 4–6, 6–4, [12–10] |
| 2014 | Ashleigh Barty Casey Dellacqua                 | Tatiana Búa Daniela Seguel                     | 4–6, 7–5, [10–4]  |
| 2013 | Kimiko Date-Krumm Chanelle Scheepers           | Cara Black Marina Erakovic                     | 6–4, 3–6, [14–12] |
| 2012 | Olga Govortsova Klaudia Jans-Ignacik           | Natalie Grandin Vladimíra Uhlířová             | 46–7, 6–3, [10–3] |
| 2011 | Akgul Amanmuradova Chuang Chia-jung            | Natalie Grandin Vladimíra Uhlířová             | 6–4, 5–7, [10–2]  |
| 2010 | Alizé Cornet Vania King                        | Alla Kudryavtseva Anastasia Rodionova          | 3–6, 6–4, [10–7]  |
| 2009 | Nathalie Dechy Mara Santangelo                 | Claire Feuerstein Stéphanie Foretz             | 6–0, 6–1          |
| 2008 | Tatiana Perebiynis Yan Zi                      | Chan Yung-jan Chuang Chia-jung                 | 6–4, 36–7, [10–6] |
| 2007 | Yan Zi Zheng Jie                               | Alicia Molik Sun Tiantian                      | 6–3, 6–4          |
| 2006 | Liezel Huber Martina Navrátilová               | Martina Müller Andreea Vanc                    | 6–2, 7–61         |
| 2005 | Rosa María Andrés Rodríguez Andreea Vanc       | Marta Domachowska Marlene Weingärtner          | 6–3, 6–1          |
| 2004 | Lisa McShea Milagros Sequera                   | Tina Križan Katarina Srebotnik                 | 6–4, 6–3          |
| 2003 | Sonya Jeyaseelan Maja Matevžič                 | Laura Granville Jelena Kostanić                | 6–4, 6–4          |
| 2002 | Jennifer Hopkins Jelena Kostanić               | Caroline Dhenin Maja Matevžič                  | 0–6, 6–4, 6–4     |
| 2001 | Silvia Farina Elia Iroda Tulyaganova           | Amanda Coetzer Lori McNeil                     | 6–1, 7–60         |
| 2000 | Sonya Jeyaseelan Florencia Labat               | Kim Grant María Vento                          | 6–4, 6–3          |
| 1999 | Elena Likhovtseva Ai Sugiyama                  | Alexandra Fusai Nathalie Tauziat               | 2–6, 7–66, 6–1    |
| 1998 | Alexandra Fusai Nathalie Tauziat               | Yayuk Basuki Caroline Vis                      | 6–4, 6–3          |
| 1997 | Helena Suková Natasha Zvereva                  | Natasha Zvereva Ai Sugiyama                    | 6–1, 6–1          |
| 1996 | Yayuk Basuki Nicole Bradtke                    | Marianne Werdel-Witmeyer Tami Whitlinger-Jones | 5–7, 6–4, 6–4     |
| 1995 | Lindsay Davenport Mary Joe Fernández           | Sabine Appelmans Miriam Oremans                | 6–2, 6–3          |
| 1994 | Lori McNeil Rennae Stubbs                      | Patricia Tarabini Caroline Vis                 | 6–3, 3–6, 6–2     |
| 1993 | Shaun Stafford Andrea Temesvári                | Jill Hetherington Kathy Rinaldi                | 56–7, 6–3, 6–4    |
| 1992 | Patty Fendick Andrea Strnadová                 | Lori McNeil Mercedes Paz                       | 6–3, 6–4          |
| 1991 | Lori McNeil Stephanie Rehe                     | Manon Bollegraf Mercedes Paz                   | 26–7, 6–4, 6–4    |
| 1990 | Nicole Provis Elna Reinach                     | Kathy Jordan Elizabeth Smylie                  | 6–1, 6–4          |
| 1989 | Mercedes Paz Judith Wiesner                    | Lise Gregory Gretchen Magers                   | 6–3, 6–3          |
| 1988 | Manon Bollegraf Nicole Provis                  | Jenny Byrne Janine Tremelling                  | 7–5, 116–7, 6–3   |
| 1987 | Jana Novotná Catherine Suire                   | Kathleen Horvath Marcella Mesker               | 6–0, 6–2          |